# Liste des évêques de Lafia

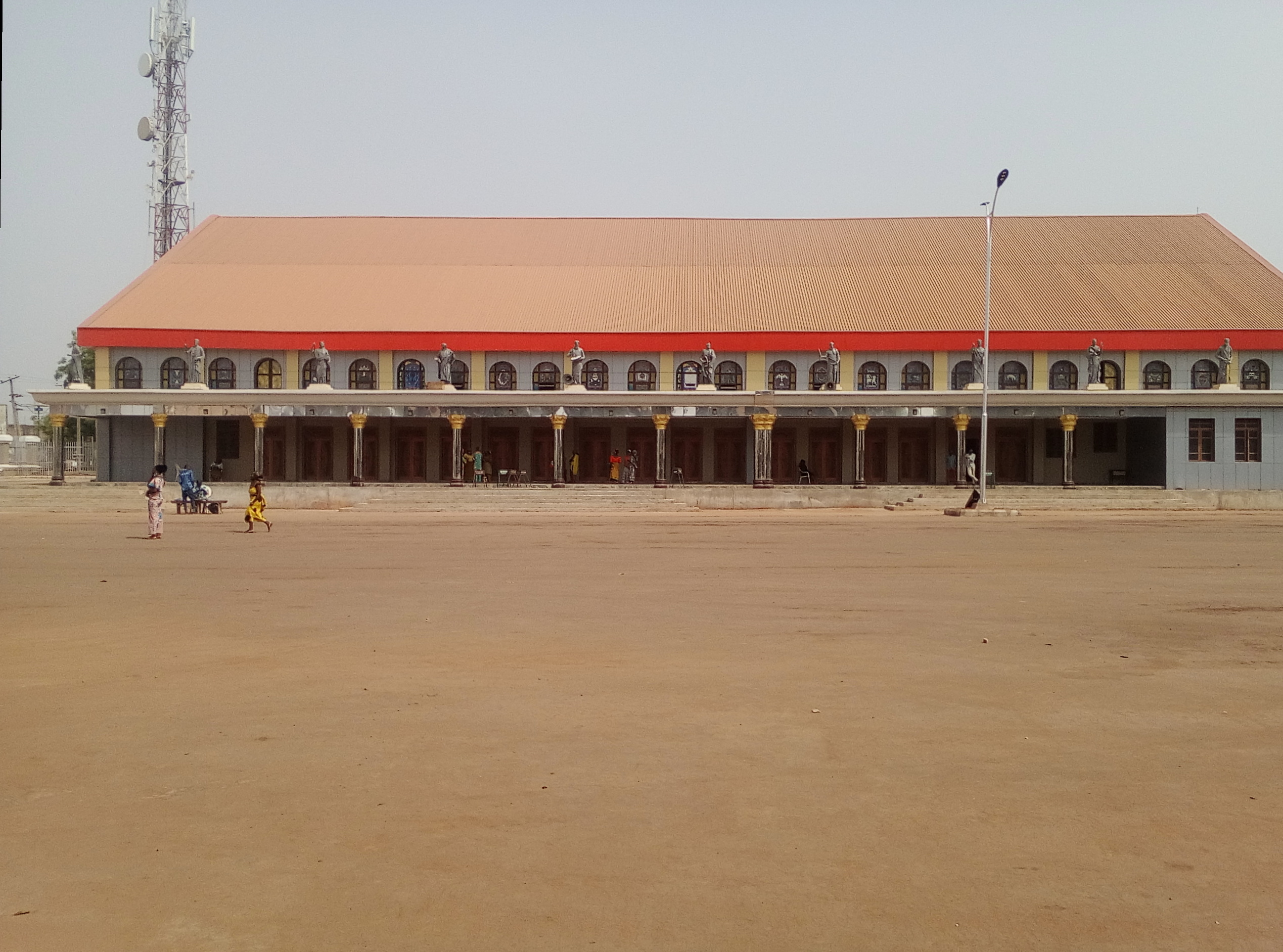
Cathédrale St Williams à Lafia.

La liste des évêques de Lafia recense les noms des évêques qui se sont succédé sur le siège épiscopal de Lafia, au Nigeria depuis la création du diocèse de Lafia (Dioecesis Lafiensis) le 5 décembre 2000 par détachement de ceux de Jos et de Makurdi.

## Sont évêques
- 5 décembre 2000 - 6 janvier 2020 : Matthew Audu (Matthew Ishaya Audu)
- depuis le 31 mars 2021 : David Ajan

## Sources
- (en) Fiche du diocèse sur catholic-hierarchy.org